# Zdeněk Liška
Pour les articles homonymes, voir Liška.
Zdeněk Liška, né le 16 mars 1922 à Smečno et mort le 13 août 1983  à Prague, est un compositeur tchécoslovaque de musique de films, qui eut une carrière prolifique à partir des années 1950.

## Biographie
Né à Smečno, Zdeněk Liška a beaucoup travaillé avec l'animateur Jan Švankmajer, mettant en musique plusieurs de ses premiers courts métrages : Punch and Judy (1966), Et Cetera (1966), Historia Naturae (Suita) (1967), The Flat (1968), Don Juan (1969), The Ossuary (1970), Jabberwocky (1971), et Leonardo's Diary (1972), puis plus tard The Castle of Otranto (1979). La musique de Liška pour Historia Naturae (Suita), The Flat, et The Ossuary figure dans le court métrage des animateurs américains Brothers Quay, intitulé The Cabinet of Jan Švankmajer.
Il a aussi composé les musiques de nombreux films de la Nouvelle Vague tchécoslovaque.

## Filmographie partielle
- 1953 : Le Trésor de l'île aux oiseaux
- 1958 : L'Invention diabolique
- 1965 : Le Miroir aux alouettes
- 1967 : Marketa Lazarová
- 1967 : Svatba jako řemen
- 1969 : L'Incinérateur de cadavres
- 1969 : Les Oiseaux, les Orphelins et les Fous
- 1969 : Adelheid
- 1974 : Robinsonka
- 1976 : Smrt mouchy